# 紹伊爾巴赫河
51°10′21″N 7°22′32″E / 51.17250°N 7.37556°E
紹伊爾巴赫河（德語：Scheuerbach），是德國的河流，位於該國西部，處於北萊茵-威斯特法倫州，屬於貝沃河的支流，河道全長3公里，流域面積2.2平方公里，河畔城鎮有拉德福姆瓦爾德和許克斯瓦根。